# Institut d'études judiciaires
Pour les articles homonymes, voir IEJ.
En France, les instituts d’études judiciaires (IEJ), rattachés aux universités, font passer et préparent les examens écrits (note de synthèse et dissertation juridique) des épreuves d'entrée dans les centres de formation des avocats (CRFPA). Ils préparent également à la note de synthèse et aux épreuves juridiques du concours d'entrée à l'École nationale de la magistrature (ENM) et au concours d'entrée à l'École nationale supérieure de la police (ENSP).
Des conférences d’actualité juridique afin de mettre à jour ses connaissances et sa culture générale (l'épreuve écrite de culture générale est celle à plus fort coefficient pour l’ENM, des entraînements aux épreuves d’oral et de langues complètent ce programme de révision. Pour aider les candidats, les IEJ multiplient ainsi les galops d’essai et les séminaires juridiques.